# Ли Шань (художник)

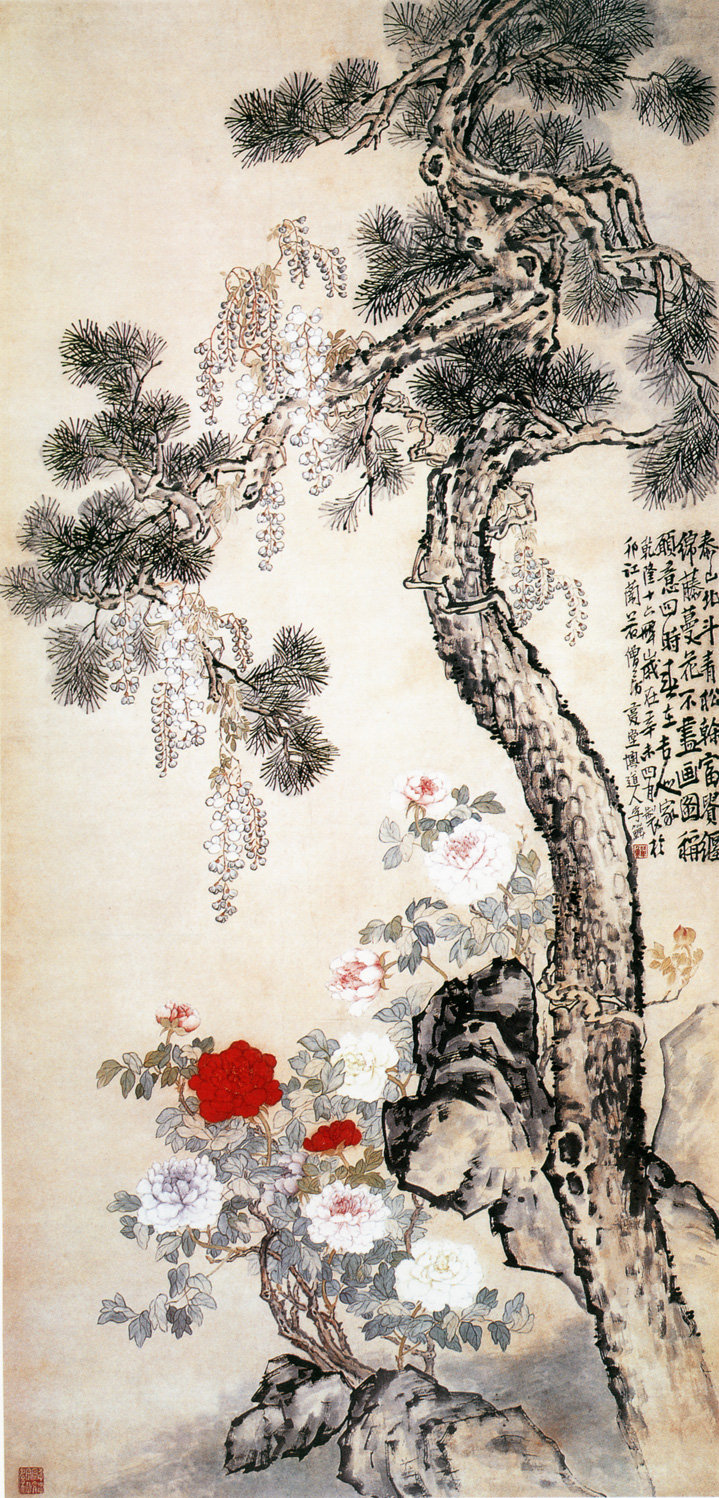
«Сосновое дерево, камень и Вистерия», Ли Шань, Шанхайский музей

Ли Шань (кит. трад. 李鱔, упр. 李鳝, пиньинь Lǐ Shàn, 1686 — 1762) — китайский художник, каллиграф.
Ли Шань родился в провинции Цзянсу, был художником в период империи Цин. У Ли Шаня начал проявляться интерес к живописи в раннем возрасте и к 16 годам Ли Шань обратил на себя внимание уже как сложившийся и известный художник. Картины Ли Шаня имели высокий уровень мастерства. На Ли Шаня оказало влияние творчество Шитао. Входил в творческий коллектив «восемь чудаков из Янчжоу».
Помимо живописи Ли Шань, также работал в качестве судьи в провинции Шаньдун. Имя Ли Шань также имеют два современных художника, один из которых родился в 1885 году, а другой в 1926 году.